# Vanina Correa
Vanina Noemi Correa (* 14. August 1983 in Villa Gobernador Gálvez, Santa Fe) ist eine argentinische Fußballtorhüterin.

## Karriere

### Klub
Sie begann ihre Karriere im Erwachsenenbereich im Jahr 2000 bei Rosario Central, wo sie bis zum Jahr 2000 verblieb. Danach machte sie den Wechsel zu CA Banfield, wo sie ein weiteres Jahr aktiv war. Ab 2003 schloss sie sich für zwei weitere Jahre den Boca Juniors an. Sie kehrte 2005 wieder zu Banfield zurück, wo sie bis 2008 aktiv war. Hiernach ging es zurück zu Boca Juniors, wo sie diesmal bis 2009 verblieb. Daran anschließend war sie 2009 auch noch einmal kurz für ihren ersten Klub Rosario Central aktiv.
In den nächsten Jahren pausierte sie mit dem Fußballspielen, um sich um ihre Familie zu kümmern. Nach gut sechs Jahren schloss sie sich im Jahr 2016 mit CA Social Lux wieder einem Klub an. Hier verblieb sie bis zum Ende des Jahres 2018 und schloss sich zum Jahreswechsel dann wieder einmal Rosario Central an, kurze Zeit später wechselte sie aber erneut weiter zu San Lorenzo. Im Jahr 2020 machte sie dann erstmals einen Wechsel ins Ausland und schloss sich in Spanien Espanyol Barcelona an. Für diese absolvierte sie insgesamt acht Einsätze in der Saison 2020/21. Im Sommer 2021 kehrte sie wieder zurück in ihr Heimatland und ging erneut zu San Lorenzo. Seit 2022 spielt sie ein weiteres Mal bei Rosario Central.

### Nationalmannschaft
Bei der argentinischen A-Nationalmannschaft hatte sie ihr Debüt im Jahr 2003. Ihr erstes größeres Turnier war die Südamerikameisterschaft 2003. Dort schaffte sie es mit ihrer Mannschaft in die Finalrunde und dort auf den zweiten Platz, womit man für die kommende Weltmeisterschaft 2003 qualifiziert war. Hier stand sie im Kader der Mannschaft, kam jedoch nicht zum Einsatz. Ihr nächstes Turnier war die Weltmeisterschaft 2007, wo sie im ersten Gruppenspiel gegen Deutschland zum Einsatz kam und hier insgesamt elf Gegentore hinnehmen musste. Dies ist bis heute die höchste Niederlage der Mannschaft. Danach kam sie bei dem Turnier nicht mehr zum Einsatz und ihre Mannschaft schied, wie schon beim letzten Mal, nach der Vorrunde aus.
Beim Olympiaturnier der Spiele 2008 war sie wieder dabei und stand diesmal in allen Gruppenspielen über die volle Spielzeit zwischen den Pfosten. Am Ende gelang ihrer Mannschaft aber kein einziger Punkt und man schied nach der Gruppenphase wieder einmal aus.
Nach ihrer familiär bedingten Fußballpause, wurde sie von Nationaltrainer José Carlos Borrello gebeten wieder für die Mannschaft zu spielen und so stand sie mit im Kader bei der Copa América 2018, wo sie dann Platz der Stammtorhüterin einnahm. Am Ende landete ihre Mannschaft auf dem dritten Platz, womit sie für einen Platz bei der Weltmeisterschaft 2019 noch in eine interkontinentale Playoff-Runde gegen Panama musste. Hier stand sie im Hin- und Rückspiel im Kasten und erreichte am Ende mit ihren Mitspielerinnen die Qualifikation für das Turnier. Auch bei diesem Turnier vertrat sie die Nationalmannschaft wieder als Stammtorhüterin, jedoch gelang es auch diesmal trotz nur einer Niederlage und zwei Unentschieden nicht, in die nächste Runde einzuziehen.
Bei der Copa América 2022 vertrat sie ein weiteres Mal die Mannschaft im Tor und erreichte als Kapitänin mit ihrer Mannschaft den dritten Platz, was diesmal sogar eine direkte Qualifikation für die Weltmeisterschaft 2023 ermöglichte.